# Harry Wüstenhagen
Harry Wüstenhagen (* 11. Januar 1928 in Berlin-Charlottenburg als Harry Albert Willy Szczecinna; † 11. Dezember 1999 in Grant, Florida) war ein deutscher Schauspieler und Synchronsprecher.

## Leben und Wirken

### Theater
Wüstenhagen nahm zunächst privaten Schauspielunterricht bei Marlise Ludwig in Berlin und debütierte 1945 als Malcolm in einer Aufführung von William Shakespeares Macbeth am Berliner Hebbeltheater. Es folgten Engagements an verschiedenen Bühnen Berlins, unter anderem 1946 dem Theater am Schiffbauerdamm, 1947 dem Schlosspark Theater und 1951 dem Schillertheater sowie einigen Tourneebühnen. Dabei überzeugte Wüstenhagen vor allem seit den 1960er Jahren als Komiker in Stücken des Berliner Boulevardtheaters. Er betätigte sich auch frühzeitig als Hörspielsprecher.

### Film
1953 gab er unter der Regie von Herbert B. Fredersdorf in dem Märchenfilm Die Prinzessin und der Schweinehirt nach Hans Christian Andersens Der Schweinehirt sein Spielfilmdebüt. In den Folgejahren besetzte ihn Fredersdorf mit Der gestiefelte Kater und Rumpelstilzchen in zwei weiteren Märchenfilmen. Daneben wurde er oft als Typus des gescheiterten Kleinganoven besetzt, so in zahlreichen Edgar-Wallace-Filmen wie Der grüne Bogenschütze, Die toten Augen von London, Der schwarze Abt, Die Gruft mit dem Rätselschloß, Der Hund von Blackwood Castle und Der Mann mit dem Glasauge. Außerdem spielte Wüstenhagen neben Heinz Rühmann in der Komödie Vorsicht Mister Dodd, neben Heidi Brühl im Drama Die Frühreifen, in der Neuverfilmung von Heinrich Spoerls Feuerzangenbowle, in einer Max-und-Moritz-Verfilmung nach Wilhelm Busch, in der Dieter-Hallervorden-Satire Didi – Der Experte und unter der Regie von Peter Zadek im Drama Rotmord nach der Vorlage von Tankred Dorst.

### Fernsehen
Seit 1965 arbeitete Wüstenhagen verstärkt für Fernsehproduktionen. Neben Hauptrollen in Serien wie Tournee – Ein Ballett tanzt um die Welt (1970) mit Maria Litto, Edith Schultze-Westrum, Gerhart Lippert und Albert Venohr sowie in Unterwegs nach Atlantis und einigen Filmen aus den Reihen Tatort und Stahlnetz übernahm er auch Gastauftritte in Fernsehserien wie Die Nervensäge, Lokaltermin und der deutschen Jeannie-Variante, Der Hausgeist (mit Susanne Uhlen).

### Synchronisation
Einem breiten Publikum ist Wüstenhagen zudem durch seine markante Stimme bekannt, die er in einer über 40-jährigen Tätigkeit als Synchronsprecher (1947–1993) an zahlreiche international bekannte Kollegen verlieh. In fast eintausend Filmen synchronisierte er u. a. Pierre Richard (in vielen Filmen, so in Der große Blonde mit dem schwarzen Schuh, Der große Blonde kehrt zurück und Zwei irre Spaßvögel), Charles Aznavour (Taxi nach Tobruk), Jean-Pierre Cassel (u. a. in Brennt Paris? und Die tollkühnen Männer in ihren fliegenden Kisten), Dick Van Dyke (u. a. in Mary Poppins und dem Pilotfilm von Diagnose: Mord), James Garner (Latigo), Alec Guinness (u. a. Der Mann im weißen Anzug), Lance Henriksen (Aliens – Die Rückkehr), Terence Hill (Schüsse im 3/4 Takt), Eric Idle (Dotterbart), David McCallum (Unter Wasser rund um die Welt), David Niven (u. a. Blaubarts achte Frau), Michael Palin (Das Leben des Brian), Anthony Perkins (Lockende Versuchung), Michel Piccoli (French Can Can), Tony Randall (u. a. in Schick mir keine Blumen), Peter Sellers (Der Gefangene von Zenda), Ove Sprogøe (Olsenbande), Donald Sutherland (Der Adler ist gelandet), Jean-Louis Trintignant (Ein Mann und eine Frau) und Gene Wilder (u. a. in Sunday Lovers). Gleich vier verschiedenen Darstellern lieh er in der Rolle des Sherlock Holmes seine Stimme: Ian Richardson (Der Hund von Baskerville, Das Zeichen der Vier), Nicol Williamson (Kein Koks für Sherlock Holmes), Christopher Lee (Sherlock Holmes und das Halsband des Todes) und John Neville (Sherlock Holmes’ größter Fall).
Im Walt-Disney-Film Basil, der große Mäusedetektiv sprach er für die deutsche Synchronisation die Titelfigur und in beiden Synchronfassungen von Disneys Susi und Strolch sprach er Strolch.
1993 ging Harry Wüstenhagen in den Ruhestand und zog nach Grant, Florida, wo er am 11. Dezember 1999 im Alter von 71 Jahren starb.

### Privates
Harry Wüstenhagen war mehrmals verheiratet, so unter anderem mit der Chinesin Ina Viola Loh, und war Vater mehrerer Kinder, darunter die deutsche Synchronsprecherin und Synchronregisseurin Ina Kämpfe (* 1962).

## Filmografie (Auswahl)
- 1953: Die Prinzessin und der Schweinehirt
- 1955: Der gestiefelte Kater
- 1955: Rumpelstilzchen
- 1956: Max und Moritz
- 1957: Aufruhr im Schlaraffenland
- 1957: Die Frühreifen
- 1958: Gestehen Sie, Dr. Corda!
- 1958: Piefke, der Schrecken der Kompanie
- 1960: Ich schwöre und gelobe
- 1960: Venus im Licht
- 1961: Der grüne Bogenschütze
- 1961: Die toten Augen von London
- 1961: Die ewige Flamme
- 1962: Onkel Harry
- 1963: Stahlnetz: Das Haus an der Stör
- 1963: Der schwarze Abt
- 1963: Detective Story – Polizeirevier 21
- 1964: Vorsicht Mister Dodd
- 1964: Die Gruft mit dem Rätselschloß
- 1965: Stahlnetz: Nacht zum Ostersonntag
- 1968: Der Hund von Blackwood Castle
- 1969: Der Mann mit dem Glasauge
- 1969: Attentat auf den Mächtigen
- 1970: Die Feuerzangenbowle
- 1973: Lokaltermin: Nichts geht mehr
- 1973: Zwischen den Flügen
- 1974: Unter einem Dach: Das große Ding
- 1974: Silverson
- 1975: Beschlossen und verkündet: Herrn Wittichs Witwen
- 1976: Tatort – Augenzeuge
- 1977: Tatort – Feuerzauber
- 1979: Kommissariat 9: Big Business
- 1982: Unterwegs nach Atlantis
- 1983: Tatort – Peggy hat Angst
- 1988: Didi – Der Experte
- 1991: Der Hausgeist

## Theater
- 1947: Rolf Ellermann: Der Strohhalm – Regie: Erich Geiger (Theater am Schiffbauerdamm Berlin)
- 1947: Lew Scheinin/Gebrüder Tur: Oberst Kusmin – Regie: Robert Trösch (Theater am Schiffbauerdamm)
- 1947: Tirso de Molina: Don Gil von den grünen Hosen – Regie: Rochus Gliese (Theater am Schiffbauerdamm)
- 1949: Walter Erich Schäfer: Die Verschwörung (SS-Mann Jadlinski) – Regie: Boleslaw Barlog (Schlosspark Theater Berlin)
- 1949: Garson Kanin: Nicht von Gestern (Ein Kellner) – Regie: Boleslaw Barlog (Schlosspark Theater Berlin)
- 1949: Carl Zuckmayer: Des Teufels General (Writzki, Fliegeroffizier) – Regie: Boleslaw Barlog (Schlosspark Theater Berlin)
- 1953: William Shakespeare: Wie es euch gefällt – Regie: Boleslaw Barlog (Schlosspark Theater Berlin)
- 1954: George Bernard Shaw: Zu schön, um wahr zu sein – Regie: Heinrich Koch (Schlosspark Theater Berlin)
- 1955: Arthur Adamov: Ping-Pong – Regie: Hans Lietzen (Schlosspark Theater Berlin)
- 1955: Pedro Calderón de la Barca: Dame Kobold – Regie: Rudolf Steinboeck (Schillertheater Berlin)
- 1957: Ferdinand Raimund/Joseph Drechsler: Das Mädchen aus der Feenwelt oder Der Bauer als Millionär (Der Neid) – Regie: Rudolf Steinboeck (Schillertheater Berlin)
- 1957: Dylan Thomas: Unter dem Milchwald – Regie: Boleslaw Barlog (Schillertheater Berlin)
- 1957: William Shakespeare: Maß für Maß – Regie: Gustav Rudolf Sellner (Schillertheater Berlin)
- 1957: Albert Bessler: Ein besserer Herr – Regie: Hans Lietzau (Schlosspark Theater Berlin)
- 1958: George Bernard Shaw: Der Arzt am Scheideweg – Regie: Heinrich Koch (Schillertheater Berlin)
- 1959: J. M. Barrie: Mary Rose – Regie: Wolfgang Spier (Theater am Kurfürstendamm Berlin)
- 1962: Truman Capote: Die Grasharfe – Regie: Wolfgang Liebeneiner (Renaissance-Theater Berlin)
- 1965: John Patrick: Lumpen – Regie: Helmut Käutner (Renaissance-Theater Berlin)
- 1967: Erich Ebermayer nach Charles M. Wakefield: Zwei Ahnungslose Engel – Regie: Wolfgang Spier (Theater am Kurfürstendamm Berlin)
- 1968: Jean Anouilh: Die Probe oder Die bestrafte Liebe – Regie: Werner Düggelin (Renaissance-Theater Berlin)
- 1971: Françoise Dorin: Ein Egoist – Regie: Viktor de Kowa (Renaissance-Theater Berlin)
- 1974: Alan Ayckbourn: Frohe Feste – Regie: Stefan Behrens (Renaissance-Theater Berlin)
- 1981: Curt Goetz: Hokuspokus – Regie: Heinz Drache (Renaissance-Theater Berlin)
- 1982: Paul Lincke/Heinz Bolten-Baeckers: Frau Luna – Regie: Karl Vibach (Theater des Westens)
- 1983: Bertolt Brecht: Der aufhaltsame Aufstieg des Arturo Ui – Regie: Knut Boeser/Heribert Sasse (Renaissance-Theater Berlin)
- 1985: Herman Wouk: Die Caine war ihr Schicksal – Regie: Jürgen Thormann (Renaissance-Theater Berlin)
- 1987: Georges Feydeau: Einer muss der Dumme sein – Regie: Reinhard Schwabenitzky (Renaissance-Theater Berlin)